# Тускуэка
Тускуэка (исп. Tuxcueca) — посёлок в Мексике, в штате Халиско, входит в состав одноимённого муниципалитета и является его административным центром. Численность населения, по данным переписи 2020 года, составила 1424 человека.

## Общие сведения
Название Tuxcueca с языка науатль можно перевести двояко: место шумных кроликов или место изготовления кроличьих юбок.
Поселение было основано в доиспанский период племенами чичимеков.
В 1524 году регион был покорён конкистадорами во главе с Алонсо де Авалосом, а поселение было включено в провинцию Авалос.
В 1560 году в 2 км к западу от индейского поселения было основано поселение для испанских колонистов.
20 апреля 1886 года, указом губернатора штата, Тускуэка становится административным центром нового муниципалитета с одноимённым название.
Тускуэка расположена в 90 км к югу от столицы штата, города Гвадалахара, на федеральной трассе 15, на берегу озера Чапала.